# Списак редитеља порнографских филмова
Ово је листа значајних порнографских филмских режисера.

## А
- Бак Адамс
- J. C. Adams
- Aja
- Аса Акира
- Alexis Amore
- Joanna Angel
- Brad Armstrong

## B
- Belladonna
- Bionca
- Kristen Bjorn
- Johnni Black
- Barrett Blade
- Noel C. Bloom
- Mick Blue
- Vanessa Blue
- John T. Bone
- Lizzy Borden
- Michael Brandon
- Axel Braun
- Ashlynn Brooke
- Seymore Butts
- Tom Byron
- Доли Бастер
- Менди Брајт

## C
- Kim Chambers
- Bob Chinn
- Chloe
- David Aaron Clark
- Tiffany Clark
- Patrick Collins
- Zebedy Colt
- Michael J. Cox
- Eli Cross
- Christopher Cumingham
- Courtney Cummz
- Stoney Curtis

## D
- Gerard Damiano
- Dani Daniels
- Сторми Данијелс
- Gregory Dark
- Van Darkholme
- Gia Darling
- Dillon Day
- Jewel De'Nyle
- Tom DeSimone
- Devon
- Dustin Diamond
- Скин Дајмонд
- Karen Dior
- Chad Donovan
- Jerry Douglas
- Ray Dragon
- Џесика Дрејк
- Steve Drake

## E
- Jim Enright
- Erik Everhard
- Лора Ејнџел

## F
- Don Fernando
- Abel Ferrara
- Rod Fontana
- Scotty Fox

## G
- Џејми Гилис
- Gary Graver
- Jay Grdina

## H
- Fred Halsted
- Max Hardcore
- Melissa Harrington
- Veronica Hart
- Џена Хејз
- William Higgins
- Melissa Hill
- Bobby Hollander
- Jim Holliday
- R. C. Hörsch
- Shine Louise Houston
- Cecil Howard
- Nicki Hunter

## I
- Kylie Ireland

## J
- Jack the Zipper
- Edward James
- Џена Џејмсон
- Mike John
- Ariana Jollee
- Joone
- Jules Jordan
- Рон Џереми

## K
- Kimberly Kane
- Jill Kelly
- Bridgette Kerkove
- Jennifer Ketcham
- Tim Kincaid
- Bryan Kocis
- Michael Kulich

## L
- Devinn Lane
- Tory Lane
- Chi Chi LaRue
- Дајана Лорен
- Aaron Lawrence
- Dan Leal
- Bud Lee
- Hyapatia Lee
- Lorelei Lee
- Кејран Ли
- Сани Леоне
- John Leslie
- Harold Lime
- Fred J. Lincoln
- Лиса Ен
- Miles Long
- Michael Lucas
- Venus Lux
- Rakel Liekki

## М
- Kelly Madison
- Anna Malle
- Mandingo
- Mason
- Scott Masters
- Eon McKai
- Нина Мерседиз
- Sean Michaels
- Mitchell brothers
- Sharon Mitchell
- Britt Morgan
- Paul Morris
- Michael Morrison
- Pat Myne
- Tiffany Mynx
- Lee Roy Myers
- Вилијам Марголд
- Попи Морган

## N
- Nica Noelle
- Paul Norman
- Питер Норт
- Jan Novak

## O
- Maddy O'Reilly
- Bill Osco

## P
- Henri Pachard
- Gail Palmer
- Al Parker
- Wakefield Poole
- Ed Powers
- Brian Pumper
- Lauren Phoenix

## R
- Michael Raven
- Rocco Reed
- Jack Remy
- Alex de Renzy
- Patti Rhodes
- Robby D.
- Toby Ross
- Бони Ротен
- Rob Rotten
- Will Ryder

## S
- Herschel Savage
- Stephen Sayadian
- Steven Scarborough
- Margie Schnibbe
- Bruce Seven
- Shane (actress)
- Alexandra Silk
- Joey Silvera
- J. D. Slater
- Justin Slayer
- Aurora Snow
- P. J. Sparxx
- Anthony Spinelli
- Taylor St. Claire
- Steven St. Croix
- Jacky St. James
- John Stagliano
- Ray Dennis Steckler
- Jim Steel (director)
- Chris Steele
- Michael Stefano
- Carter Stevens
- Kirdy Stevens
- Jeff Stryker
- Карим Сабахедин
- Роко Сифреди

## T
- Jerome Tanner
- Alexis Texas
- Paul Thomas
- Viv Thomas
- Flower Tucci
- Tiger Tyson
- Анџела Тајгер
- Корали Трин Ти

## V
- Инари Вакс
- Dana Vespoli
- Chuck Vincent
- Tim Von Swine

## W
- Chris Ward
- Jane Waters
- Tori Welles
- Randy White (actor)
- Doris Wishman
- Mark Wood (actor)
- Luc Wylder

## Y
- Prince Yahshua

## Z
- Ona Zee
- Howard Ziehm